# Henry-Draper-Katalog

Der vom Katalog erfasste Bereich im Vergleich zum gesamten Firmament. Farblegende siehe Beschreibungsseite

Der Henry-Draper-Katalog ist ein astronomischer Sternkatalog mit Daten zu Position und Spektraltyp von 225.300 Sternen. Darin enthaltene Sterne werden mit der Abkürzung HD, gefolgt von der Nummer des Sterns, referenziert. Der Polarstern ist beispielsweise HD 8890.

## Geschichte
Der Katalog wurde erstmals zwischen 1918 und 1924 von Anny Jump Cannon und ihren Mitarbeitern am Harvard College Observatory unter der Aufsicht von Edward Charles Pickering  in neun Bänden herausgegeben. Er wurde zu Ehren von Henry Draper benannt, dessen Witwe die Finanzierung bereitgestellt hatte. 1949 wurde der Katalog um nochmals 133.783 auf insgesamt 359.083 Sterne ergänzt.
Die im Katalog aufgeführten Sterne haben eine mittlere scheinbare Helligkeit bis hinunter zu 9m, was ungefähr 50-mal schwächer als die lichtschwächsten, mit bloßem Auge noch sichtbaren Sterne ist. Dies macht sie zu durchschnittlichen Objekten für Amateurteleskope, aber zu hellen Sternen für professionelle Instrumente. Der Katalog deckt den gesamten Himmel ab und kann außerdem als die erste großangelegte Anstrengung gelten, die Spektraltypen von Sternen zu katalogisieren.
Die HD-Katalognummern werden heute bei Sternen angegeben, die weder eine Bayer- noch eine Flamsteed-Bezeichnung tragen. Die Sterne mit den Nummern 1 bis 225300 entstammen dem Originalkatalog und sind in der Reihenfolge ihrer Rektaszension für die Epoche 1900.0 enthalten. Sterne im Bereich 225301 bis 359083 sind aus der Erweiterung des Katalogs von 1949. Für Letzteren wird gelegentlich die Abkürzung HDE (HD extension) verwendet, wegen der Eindeutigkeit der Nummerierung jedoch zumeist ebenfalls nur HD.